# Hradec (Hřebeny)
Hradec (628 metrů nad mořem) je kopec asi 6 km severozápadně od Dobříše na Hřebenech v Brdské vrchovině.

## Přírodní rezervace
Na jeho jižním úbočí se rozkládá přírodní rezervace Hradec původních bukových a dubových porostů. Je to pás široký 200–300 m plošně zabírající 43 ha. Hradec je tvořen slepenci.
V sedle pod Hradcem se nachází informační tabule naučné stezky Dobří(š) v poznání, informující o zdejší PR a o zdejším hradišti.

## Historie
Na vrcholu se nachází pozůstatky hradiště Hradec postaveného snad v době bronzové nebo halštatské. V pozdějších dobách (např. ve středověku) již Hradec jako místo pro opevněnou stavbu pravděpodobně využit nebyl, ačkoliv leží nedaleko od tzv. Zlaté stezky z Prahy do Českých Budějovic a Lince v přibližně jejíž stopě dnes vede silnice R4.
Ještě v 19. století byly pozůstatky hradiště větší, valy však byly použity při stavbě blízké cesty. Na Hradci byla nalezena dělová koule z hadce, která je dnes uložena ve sbírkách Národního muzea v Praze. Prý zbe byl také nalezen bronzový nůž, ten se však nedochoval.
Na úpatí kopce hned u silnice stával betonový kříž se svatým obrázkem. Kříž byl na konci 20. století zničen, svatý obrázek se zachoval.
Poblíž vrcholu kopce na vyhlídce stával velký dřevěný kříž, vlivem povětrnostních podmínek však shnil a v roce 2000 spadl. Roku 2015 byl nahrazen novým dřevěným křížem, ten však byl neznámými vandaly v roce 2017 uříznut. V roce 2018 byl dřevěný kříž opět obnoven. Na vrcholu Hradce se rovněž nachází dvě kamenné pyramidy, o kus dál stojí ještě jedna.

## Zajímavosti
O vrcholu se traduje velké množství pověstí. Tyto pověsti vypráví například o třech obrech a svatém Václavovi, o tajemném kmetovi, který zde střeží poklad nebo o různých příhodách, které zde zažila knížata z rodu Colloredo-Mansfeldů.
Podle některých záhadologů vrch Hradec vyzařuje do okolí zvláštní a tajemnou energii. I kvůli tomu se zde údajně občas zdržují různé sekty.